# Herborg Kråkevik
Herborg Kråkevik (Jondal, 28 dicembre 1973) è una cantante e attrice norvegese.

## Biografia
Herborg Kråkevik ha iniziato a farsi conoscere come cantante e attrice teatrale nel corso degli anni '90. Il suo primo album, Mi Haugtussa, è uscito nel 1995, mentre nel 1998 grazie al secondo disco Herborgs verden ha ottenuto il suo primo piazzamento nella classifica norvegese, dove ha raggiunto la 7ª posizione, e la sua prima candidatura ai premi Spellemann, il principale riconoscimento musicale norvegese, per l'album folk dell'anno. Il disco è stato certificato disco di platino dalla IFPI Norge con oltre 50 000 copie vendute.
Nel 2000 è uscito il suo terzo album Kråkeviks songbok, che ha trascorso quattro settimane consecutive in vetta alla classifica nazionale, vendendo più di 200 000 copie a livello nazionale e ottenendo quattro dischi di platino. Il disco le ha inoltre fruttato lo Spellemann all'artista dell'anno. Nel 2001 ha recitato come protagonista nel film Songen om mitt liv, per cui ha realizzato la colonna sonora, che si è piazzata all'11º posto in classifica.
Herborg Kråkevik ha continuato a godere di successo commerciale, piazzando tutti e cinque i suoi album successivi nella top forty nazionale e raggiungendo il primo posto nella classifica dei singoli nel 2011 con Til ungdommen.

## Discografia

### Album in studio
- 1995 – Mi Haugtussa
- 1998 – Herborgs verden
- 2000 – Kråkeviks songbok
- 2002 – Eg og Edith
- 2008 – Annleis enn i går
- 2009 – Kvar ein dag
- 2011 – Alltid i mitt sinn
- 2012 – Jul i stova

### EP
- 2001 – Songen om mitt liv

### Singoli
- 1995 – Bøn
- 1998 – Haust
- 2002 – Eg og Edith
- 2011 – Til ungdommen
- 2011 – Alltid i mitt sinn
- 2014 – Ja, vi elsker dette landet
- 2015 – Det skulle vært meg
- 2017 – Levande lys
- 2019 – Gled deg - Juleroser

## Filmografia

### Cinema
- Jakten på nyresteinen, regia di Vibeke Idsøe (1996)
- Det største i verden, regia di Thomas Robsahm (2001)
- La valle dei cavalieri (Julekongen), regia di Thale Persen (2015)

### Televisione
- Sinna mann, regia di Anita Killi – cortometraggio (2008)
- Julekongen – serie TV (2012)
- Håp i ei Gryte – serie TV (2015)
- Dag – serie TV (2015)
- Helt perfekt – serie TV (2017)